# Vera Fischer (nữ diễn viên)
Vera Lúcia Fischer (phát âm tiếng Bồ Đào Nha: [vɛˈɾa fiˈʃɛʁ]; sinh ngày 27 tháng 11 năm 1951) là một nữ diễn viên người Brazil có danh tiếng lâu đời và làm việc trong ngành điện ảnh và cho màn ảnh nhỏ, đặc biệt cho telenovelas.
Là cựu chủ tịch cuộc thi sắc đẹp, Vera đã được trao vương miện Hoa hậu Brazil năm 1969 bởi Hoa hậu Brazil 1968 và cũng là Hoa hậu Hoàn vũ 1968, Martha Vasconcellos.

## Tiểu sử
Vera Lúcia Fischer được sinh ra ở Blumenau, Santa Catarina, ở miền Nam Brazil, bởi Hildegard Berndt, một người Brazil gốc Đức, và Emil Fischer, một người Đức gốc từ Karlsruhe, Baden-Württemberg. Vera được nuôi dạy theo đạo Tin Lành Emil Fischer, cha của Vera, là một người phát xít, và cô không bao giờ có mối quan hệ tốt với cha cô: "Cha tôi là người Đức, Đức Quốc xã, và đã ép buộc tôi đọc Hitler và ông ấy đánh tôi rất nhiều", đó là những điều cô viết trong một cuốn tự truyện gần đây. Cho đến 5 tuổi, Vera chỉ nói tiếng Đức và bắt đầu học tiếng Bồ Đào Nha ở trường.
Cô được trao vương miện Hoa hậu Brazil vào năm 1969, đó là điều thúc đẩy sự nghiệp của cô trở nên nổi tiếng. Cô cũng tham gia tại Hoa hậu Hoàn vũ năm 1969, trở thành một thí được lọt vào vòng bán kết. Bộ phim mang danh tiếng trên màn ảnh của cô là A Superfêmea. Cô được coi là nữ diễn viên xuất sắc và đã giành được nhiều giải thưởng. Trong số các lần xuất hiện trên sân khấu của mình, cô được biết đến nhiều nhất với A Primeira Noite de Um Homem (2004), bản chuyển thể từ The Graduate sản xuất bởi Miguel Falabella.
Cô được coi là một biểu tượng quyến rũ đáng chú ý ở Brazil. Năm 1982 và năm 2000, cô đã chụp ảnh khỏa thân cho tạp chí Playboy của Brazil.
Cô đóng vai chính trong telenovelas với vai O Clone ("The Clone") và Laços de Família ("Family Ties"). Cô có một cô con gái và một đứa con trai từ cuộc hôn nhân tương ứng của mình.